# Cardiff Arms Park
Cardiff Arms Park é um estádio localizado em Cardiff, País de Gales, Reino Unido, possui capacidade total para 12.125 pessoas, encontra-se ao lado do Millennium Stadium, o maior do país, é a casa do time de rugby Cardiff Blues. O estádio foi inaugurado em 1885 como um estádio de críquete, passando por uma reforma em 1912 convertendo-o para rugby.